# Дубище (Тверская область)
Дубище — деревня в Удомельском городском округе Тверской области.

## География
Деревня находится в северной части Тверской области на расстоянии приблизительно 7 км на юг-юго-запад по прямой от города Удомля на восточном берегу озера Кубыча.

## История
Известна с 1719 года. В 1859 году принадлежала помещикам Бегер. Дворов (хозяйств) в деревне было 14 (1859),31 (1886), 36 (1911), 31 (1958), 16 (1986), 4 (2000). В советское время работали колхозы «Дубище», «Красное Знамя», им. Попова и совхоз «Удомельский». До 2015 года входила в состав Удомельского сельского поселения до упразднения последнего. С 2015 года в составе Удомельского городского округа.

## Население
Численность населения: 107 человек (1859 год), 211(1886), 213 (1911), 64 (1958), 21 (1986), 11 (русские 91 %) в 2002 году, 6 в 2010.